# Lacipa nivea
Lacipa nivea är en fjärilsart som beskrevs av Rothschild 1910. Lacipa nivea ingår i släktet Lacipa och familjen tofsspinnare. Inga underarter finns listade i Catalogue of Life.